# Јозефов (Лублинско војводство)
Јозефов (пољ. Józefów) град је у Пољској у Војводству лублинском. По подацима из 2012. године број становника у месту је био 2520.

## Становништво
| 2012. |
| ----- |
| 2.520 |